# Danske Filmhits
Danske Filmhits er en CD med Soundtracks, fra den 27. oktober 2006. Danske Filmhits forsættes i Flere Filmhits og Julehits.

## Spor
| Nr. | Sang                                  | Medvirkende Stjerner                 | Fra Filmen                             | Oprindeligt Sunget Af           |
| --- | ------------------------------------- | ------------------------------------ | -------------------------------------- | ------------------------------- |
| 01  | "Alle går rundt & forelsker sig"      | Anders W. Berthelsen & Trine Dyrholm | Alle går rundt og forelsker sig - 1941 | Erling Schroeder & Lilian Ellis |
| 02  | "Lille du"                            | Nicolas Bro                          | På tro og love - 1955                  | Poul Reichhardt                 |
| 03  | "Jeg sætter min hat som jeg vil"      | Nikolaj Lie Kaas                     | Jeg er sgu min egen - 1967             | Daimi                           |
| 04  | "Der var engang"                      | Sonja Richter                        | Bolettes Brudefærd - 1938              | Bodil Ipsen                     |
| 05  | "Nattens sidste cigaret"              | Troels Lyby                          | Helle for Helene - 1959                | Birgitte Price                  |
| 06  | "Glemmer du"                          | Paprika Steen                        | Odds 777 - 1932                        | Liva Weel                       |
| 07  | "Gå gå"                               | Anne Louise Hassing                  | Jeg er sgu min egen - 1967             | Daimi                           |
| 08  | "Si petite"                           | Trine Dyrholm                        | Mordets melodi - 1944                  | Gull-Maj Norin                  |
| 09  | "Musens sang"                         | Charlotte Munck                      | Mød mig på Cassiopeia - 1951           | Bodil Kjer                      |
| 10  | "Stilleleg for voksne"                | Nicolas Bro & Sonja Richter          | Jeg er sgu min egen - 1967             | Daimi & Cæsar                   |
| 11  | "En dag er ikke levet uden kærlighed" | Lotte Andersen                       | Tango - 1933                           | Else Skouboe                    |
| 12  | "Den allersidste dans"                | Søren Pilmark                        | Mød mig på Cassiopeia - 1951           | Poul Reichhardt                 |
| 13  | Tema fra Olsen-Banden (Bonus Track)   |                                      | Filmene om Olsen-banden                | Papa Bues Viking Jazzband       |

## Credits
- Indspillet i Sun Studio
- Produceret & Arrangeret af Nikolaj Steen & Peter Jensen